# Google Sitemaps
Google Sitemaps es una herramienta que la compañía Google pone a disposición de webmasters registrados en su plataforma para mejorar la búsqueda y el posicionamiento de sus sitios web en el buscador. 
Al leer un Sitemap, Google puede rastrear más fácilmente los contenidos y, además, proporcionar estadísticas de acceso y posibles errores de rastreo del robot de indexación o araña. 
Un Sitemap no es más que un archivo con una lista de páginas web con información sobre su contenido, frecuencia de actualización, etc. Es importante saber que el archivo puede tener varios formatos, aunque el más usado en la actualidad es el .XML, ya que permite proporcionar información adicional. Además, es posible crear el archivo por medio del protocolo OAI-PMH, mediante feeds RSS y Atom, o como simple fichero de texto.